# Lill-Keita
Lill-Keita är en sjö i Jokkmokks kommun i Lappland och ingår i Luleälvens huvudavrinningsområde.